# Sun Beibei
Pour les articles homonymes, voir Sun.
Dans ce nom singapourien, le nom de famille, Sun, précède le nom personnel Beibei.
Sun Beibei est une joueuse de tennis de table singapourienne née le 28 janvier 1984 dans la province de Shandong (Chine).
De 2007 à 2012, elle participé six fois aux championnats du monde : elle remporte l'argent avec l'équipe féminine de Singapour en 2008 et 2012 et l'or en 2010.
Elle termine également deuxième dans la compétition par équipe en 2007 et 2009 aux Championnats d'Asie. Avec Li Jiawei, elle remporte le double lors de la grande finale de l'ITTF Pro Tour en 2008.
Lorsqu'elle tombe enceinte, elle met fin  en 2013 à sa carrière sportive de haut niveau.